# Lockport
Lockport fundada en 1865, es una ciudad ubicada en el condado de Niágara en el estado estadounidense de Nueva York. En el año 2000 tenía una población de 22,279 habitantes y una densidad poblacional de 527.8 personas por km².

## Geografía
Según la Oficina del Censo, la ciudad tiene un área total de 22,4 km² (8,6 mi²), de la cual 22,1 km² (8,5 mi²) es tierra y 0,3 km² (0,1 mi²) (1.39%) es agua.

## Demografía
Según la Oficina del Censo en 2000 los ingresos medios por hogar en la localidad eran de $35,222, y los ingresos medios por familia eran $44,614. Los hombres tenían unos ingresos medios de $35,197 frente a los $23,944 para las mujeres. La renta per cápita para la localidad era de $19,620. Alrededor del 13.3% de la población estaban por debajo del umbral de pobreza.